# Championnats d'Asie de boxe amateur 1982
Navigation
Édition précédente Édition suivante
La 10e édition des championnats d'Asie de boxe amateur s'est déroulée à Séoul, Corée du Sud, du 27 juin au 4 juillet 1982. 

## Résultats

### Podiums
| Catégories                    | Or                 | Argent             | Bronze                                  |
| Poids mi-mouches (-48 kg)     | Heo Yong-mo        | Seiki Segawa       | P.Luxman J.Ratnasuriya Supoj Chalermmoo |
| Poids mouches (-51 kg)        | Kuanmuang Klinchan | Issac Amaldas      | Kwon Chul-o Youji Hatakayama            |
| Poids coqs (-54 kg)           | Wangchai Pongsri   | Mohammad Mukhitiar | Shin Chang-sok Chan Kan Kong            |
| Poids plumes (-57 kg)         | Park Ki-chui       | Shinji Higuchi     | Mariam Xavier Harmen                    |
| Poids légers (-60 kg)         | Jaslal Pradhan     | Somchai Sawadiwong | Sonny Arwam Lee Hyun-yoo                |
| Poids super-légers (-63,5 kg) | Kim Dong-kil       | Dhawee Umponmaha   | Mohammad Siddique Lai Wing Ki           |
| Poids welters (-67 kg)        | Chung Yong-beom    | Chenanda Machaiah  | Edmond Wong Pok Cheung Qadir Zaman      |
| Poids super-welters (-71 kg)  | Kim Eun-jin        | Boonthom Sirakorn  | Tasaki Mohammad Niaz                    |
| Poids moyens (-75 kg)         | Lee Nam-eui        | Takashi Yokoyama   | Fazal Hussain Theera Daengsopa          |
| Poids mi-lourds (-81 kg)      | Anant Inkarket     | Mahmud Ifraz       | Ahmad Abdul-Wahab Hong Ki-ho            |
| Poids lourds (-91 kg)         | Kaur Singh         | So Pae-won         | Abdullah Salam Sagop Vichansan          |
| Poids super-lourds (+91 kg)   | Kim Hyun-ho        | Mahmoud Ymtaiz     | Bansi Dhar Naeem Abdulla Shames         |

### Tableau des médailles
| Place | Pays             | Médaille d'or, Asie | Médaille d'argent, Asie | Médaille de bronze, Asie | Total |
| ----- | ---------------- | ------------------- | ----------------------- | ------------------------ | ----- |
| 1     | Corée du Sud     | 7                   | 1                       | 4                        | 12    |
| 2     | Thaïlande        | 3                   | 3                       | 3                        | 9     |
| 3     | Inde             | 2                   | 2                       | 2                        | 6     |
| 4     | Pakistan         | 0                   | 3                       | 5                        | 8     |
| 5     | Japon            | 0                   | 3                       | 2                        | 5     |
| 6     | Hong Kong        | 0                   | 0                       | 3                        | 3     |
| 7     | Koweït           | 0                   | 0                       | 2                        | 2     |
| 7     | Indonésie        | 0                   | 0                       | 2                        | 2     |
| 9     | Sri Lanka        | 0                   | 0                       | 1                        | 1     |
| Total | 9 pays médaillés | 12                  | 12                      | 24                       | 48    |